# Universidad Estatal de Paraíba
La Universidad Estatal de Paraíba (en portugués: Universidade Estadual da Paraíba; UEPB) es una institución brasileña de enseñanza superior, cuya matriz se ubica en la ciudad del Campina Grande. Más allá del campus matriz tiene siete campus en todo el estado, en las ciudades de Lagoa Seca, Guarabira, Catolé do Rocha, João Pessoa, Patos, Monteiro y Araruna. La UEPB ofrece actualmente 46 cursos de graduación.
Fue considerado por organización internacional para la investigación educativa, QS Quacquarelli Symonds University Rankings, como el segunda mejor universidad estatal en el región nordeste de Brasil.